# Micronecta altera
Micronecta altera (лат.) — вид мелких водяных клопов рода Micronecta из семейства Гребляки (Corixidae, Micronectinae, или Micronectidae). Юго-Восточная Азия (от Индии, Пакистана и Шри-Ланки до Гонконга, Таиланда, Индонезии и Вьетнама.

## Описание
Мелкие водяные клопы, длина от 2,4 до 3,1 мм. Протонум длиннее медианной длины головы. Дорзум желтовато-коричневый. Гемелитрон с четырьмя прерывистыми продольными коричневыми полосами; эмболиум с четырьмя чёрными пятнами. Самцы: переднее бедро с парой шипов в проксимальной трети, двумя шипами в средней трети; передняя голень с двумя большими шипами на дистальной трети; паларный коготь расширен дистально, с небольшой выемкой посередине, вершина закруглена. Включён в подрод Micronecta (Sigmonecta Wróblewski, 1962). Подрод Sigmonecta был установлен Wróblewski (1962) для типового вида Micronecta quadristrigata Breddin, 1905. Впоследствии в этот подрод были включены ещё два вида: M. altera Wróblewski, 1972 и M. kymatista Nieser & Chen, 1999. Вид был впервые описан в 1972 году, а его валидный статус подтверждён в ходе ревизии, проведённой в 2021 году вьетнамскими энтомологами Tuyet Ngan Ha и Anh Duc Tran (Faculty of Biology, VNU University of Science, Vietnam National University, Ханой, Вьетнам) по материалам из Вьетнама.